# Penestostoma compsa
Penestostoma compsa är en fjärilsart som beskrevs av Diakonoff 1992. Penestostoma compsa ingår i släktet Penestostoma och familjen vecklare. Inga underarter finns listade i Catalogue of Life.